# Eisenbahnunfall von Osijek
Der Eisenbahnunfall von Osijek ereignete sich durch einen Brückeneinsturz am 23. September 1882 in Osijek (damals auch: Esseg) im heutigen Kroatien (damals: Transleithanien / Königreich Ungarn innerhalb der österreichisch-ungarischen Monarchie). 26 Menschen starben.

## Ausgangslage
Die betroffene Eisenbahnbrücke führte die Strecke über die Drau. Es war eine Holzkonstruktion nach dem von William Howe entwickelten System mit neun Öffnungen zu je 30 Metern. Die Brücke galt nur noch als bedingt standsicher, mit einem Neubau aus Eisen auf Steinpfeilern war Anfang 1882 flussaufwärts begonnen worden. Die Steinpfeiler des Neubaus waren im September 1882 eingerüstet, um das Tragwerk montieren zu können.
Im September hatte es in Kärnten und Tirol sehr hohe Niederschläge gegeben, was zu einem Extremhochwasser der Drau führte. Der Fluss führte dabei auch erhebliche Mengen Treibgut mit.

## Unfallhergang
Das Treibgut verfing sich in großer Menge am Gerüst des Brückenneubaus. Zwar versuchten Arbeiter, das Treibgut durch die relativ engen Durchlässe hindurch zu schleusen. Das aber musste wegen schlechter Sichtverhältnisse in der Nacht vom 22. auf den 23. September eingestellt werden. Schließlich brach sich das angestaute Treibgut unter Mitnahme eines Teils des Baugerüstes Bahn, schlug gegen die hölzerne Brücke und staute sich dort. Der verantwortliche Ingenieur ließ eine Testfahrt mit einer Lokomotive durchführen und gab die Brücke dann für den Verkehr bei langsamer Geschwindigkeit frei, was zunächst auch ohne bedenkliche Anzeichen geschah. Allerdings führte das angespülte Treibholz zu einer Strömung, die – wie die spätere Untersuchung feststellte – am siebten Pfeiler der Brücke eine Auskolkung verursachte.
Als der fünfte Zug, der in dieser Weise die Brücke gegen 14:10 Uhr befuhr, ein gemischter Zug aus Osijek/Esseg, den siebten Brückenbogen erreichte, sackte der sechste Brückenbogen weg: Die Auskolkung war so groß geworden, dass der Brückenpfeiler unter dem Gewicht des Zuges nachgab. Der sechste und der siebte Brückenbogen stürzten ein und rissen den Teil des Zuges, der sich dort gerade befand, mit in die Tiefe. Das waren die Lokomotive, ihr Schlepptender und sechs Güterwagen, von denen allerdings die beiden letzten zum Transport von Soldaten genutzt wurden. Die folgenden Bahnpost- und Personenwagen entgleisten dagegen und blieben auf dem nicht einstürzenden Teil der Brücke stehen.

## Folgen
26 Menschen starben, alle Soldaten, die sich in dem ersten der beiden Transportwagen befunden hatten. Die anderen Soldaten sowie das Eisenbahnpersonal konnten sich schwimmend retten.